# دانيال جاي كرولي
دانيال جاي كرولي (بالإنجليزية: Daniel J. Crowley)‏ هو عالم إنسان ومؤرخ أمريكي، ولد في 27 نوفمبر 1921 في بيوريا في الولايات المتحدة، وتوفي في 24 فبراير 1998 في أورورو في بوليفيا.